# Barry Donath
Barry William Donath (* 30. Dezember 1932; † 1. Dezember 2001 in Barrie, Ontario) war ein australischer Kugelstoßer.
1956 wurde er bei den Olympischen Spielen in Melbourne Neunter, wobei er in der Qualifikation seine persönliche Bestweite von 16,57 m aufstellte, und 1958 gewann er bei den British Empire and Commonwealth Games in Cardiff Bronze.